# 鬥將大武士
《鬥將戴摩斯》（日语：闘将ダイモス）是朝日电視台於1978年4月1日到1979年1月27日播映的科幻機械人动画，全44集。本作為東映電視事業部進行的企劃，實際製作則是委託日本SUNRISE進行。香港播映電視台為無綫電視，1980年代初以《太空基地》譯名播出。

## 主要角色

### 地球人
龍崎一矢（聲優：神谷明、香港配音：鄧榮銾）
本作男主角，戴摩斯的駕駛者，為空手道高手。原本為太空人，5歲時父親被派遣到月球基地，由和泉博士代為養育並教他空手和射擊技。性格為率直型，並有貫徹自己信念的頑固。深愛著艾莉嘉，且這份愛引領了宇宙的和平。
其他譯名：劉一龍（香港）
夕月京四郎（聲優：曾我部和恭、香港配音：梁耀昌）
一矢的好友。
其他譯名：京強（香港）
和泉奈奈（聲優：栗葉子、香港配音：樂蔚）
和泉博士的孫女。
其他譯名：金娜娜（香港）
龍崎勇（聲優：飯塚昭三）
月球基地的司令官。
和泉振一郎（聲優：勝田久）
三輪防人（聲優：大木民夫）
聯合國地球防衛軍太平洋本部司令長官，兼日本防衛廳長官。

### 巴姆星人
李希特（聲優：市川治、香港配音：黃健強）
有翼人種巴姆星人（バーム星人）的地球攻撃軍提督。為了替父親報仇而率軍攻撃地球人。
艾莉嘉（聲優：上田美由紀、香港配音：孫明貞）
本作女主角，李希特的妹妹，與一矢相戀。
萊莎（聲優：彌永和子、香港配音：姚天麗）
巴姆星將軍，李希特的副官，對李希特抱有愛意，負責開發製造戰鬥機械人。
里恩大元帥（聲優：大木民夫）
巴姆星人的最高元首，李希特和艾莉嘉的父親。但在與地球政府和談時遭人毒殺。
猛將巴爾巴斯（聲優：飯塚昭三）
巴姆星人的軍事司令官。
奧邦（聲優：勝田久、香港配音：張英才）
巴姆星皇帝的參謀，故事的幕後黑手。後來，他阻礙議和，暗殺了巴姆星皇帝，篡奪帝位，一邊侵略地球，一邊逼害前王室成員。他生性自私又兇殘，將巴姆星民眾雪藏，意圖操控他們思想、成為自己的奴隸。

## 各話一覽
| 話數 | 標題 | 劇本     | 分鏡       | 演出                | 作畫監督            |
| ---- | ---- | -------- | ---------- | ------------------- | ------------------- |
| 1    |      | 田口章一 | 安彦良和   | 横山裕一郎          | 金山明博 佐々門信芳 |
| 2    |      | 辻真先   | 磯濱太郎   | 菊池一仁            | 金山明博 塩山紀生   |
| 3    |      | 五武冬史 | 安彦良和   | 佐々木勝利          | 金山明博            |
| 4    |      | 櫻井正明 | 寺田和男   | 寺田和男            | 佐々門信芳          |
| 5    |      | 田口章一 | 高橋資祐   | 横山裕一郎          | 金山明博            |
| 6    |      | 高濱千鶴 | 寺田和男   | 寺田和男            | 謝                  |
| 7    |      | 五武冬史 | 阿佐みなみ | 菊池一仁            | 塩山紀生            |
| 8    |      | 櫻井正明 | 高橋資祐   | 佐々木勝利          | 坂本三郎            |
| 9    |      | 高濱千鶴 | 寺田和男   | 寺田和男            | 金山明博            |
| 10   |      | 田口章一 | 磯濱太郎   | 横山裕一郎          | 佐々門信芳          |
| 11   |      | 高濱千鶴 | 高橋資祐   | 菊池一仁            | 高橋資祐 謝         |
| 12   |      | 辻真先   | 柳弘通     | 佐々木勝利          | 金山明博            |
| 13   |      | 辻真先   | 寺田和男   | 加瀨充子            | 塩山紀生            |
| 14   |      | 辻真先   | 阿佐みなみ | 佐々木勝利          | 坂本三郎            |
| 15   |      | 田口章一 | 菊池一仁   | 菊池一仁            | 佐々門信芳          |
| 16   |      | 田口章一 | 磯濱太郎   | 横山裕一郎          | 金山明博            |
| 17   |      | 田口章一 | 高橋資祐   | 高浪葉一            | 高橋資祐 謝         |
| 18   |      | 田口章一 | 佐々木勝利 | 佐々木勝利          | 塩山紀生            |
| 19   |      | 五武冬史 | 菊池一仁   | 菊池一仁            | 坂本三郎            |
| 20   |      | 五武冬史 | 安彦良和   | 高浪葉一            | 佐々門信芳          |
| 21   |      | 田口章一 | 佐々木勝利 | 佐々木勝利          | 佐々門信芳          |
| 22   |      | 高濱千鶴 | 小泉謙三   | 横山裕一郎 加瀨充子 | 塩山紀生            |
| 23   |      | 櫻井正明 | 菊池一仁   | 菊池一仁            | 金山明博            |
| 24   |      | 辻真先   | 高橋資祐   | 高浪葉一            | 高橋資祐            |
| 25   |      | 高濱千鶴 | 安彦良和   | 佐々木勝利          | 金山明博            |
| 26   |      | 田口章一 | 菊池一仁   | 菊池一仁            | 坂本三郎            |
| 27   |      | 五武冬史 | 小泉謙三   | 高浪葉一            | 塩山紀生            |
| 28   |      | 高濱千鶴 | 佐々木勝利 | 佐々木勝利          | 佐々門信芳          |
| 29   |      | 田口章一 | 菊池一仁   | 菊池一仁            | 金山明博            |
| 30   |      | 田口章一 | 生賴昭憲   | 廣川和之            | 坂本三郎            |
| 31   |      | 五武冬史 | 安彦良和   | 佐々木勝利          | 金山明博            |
| 32   |      | 高濱千鶴 | 高橋資祐   | 高浪葉一            | 高橋資祐            |
| 33   |      | 五武冬史 | 佐々木勝利 | 佐々木勝利          | 佐々門信芳          |
| 34   |      | 田口章一 | 菊池一仁   | 菊池一仁            | 塩山紀生            |
| 35   |      | 高濱千鶴 | 廣川和之   | 廣川和之            | 金山明博            |
| 36   |      | 田口章一 | 佐々木勝利 | 佐々木勝利          | 坂本三郎            |
| 37   |      | 五武冬史 | 生賴昭憲   | 高浪葉一            | 佐々門信芳          |
| 38   |      | 高濱千鶴 | 菊池一仁   | 菊池一仁            | 金山明博            |
| 39   |      | 五武冬史 | 佐々木勝利 | 佐々木勝利          | 塩山紀生            |
| 40   |      | 田口章一 | 高橋資祐   | 廣川和之            | 高橋資祐            |
| 41   |      | 高濱千鶴 | 菊池一仁   | 菊池一仁            | 佐々門信芳          |
| 42   |      | 田口章一 | 安彦良和   | 高浪葉一            | 金山明博            |
| 43   |      | 五武冬史 | 佐々木勝利 | 佐々木勝利          | 坂本三郎            |
| 44   |      | 五武冬史 | 高橋資祐   | 廣川和之            | 高橋資祐 金山明博   |

## 工作人員
- 企畫：落合兼武、飯島敬、鈴木武幸
- 原作：八手三郎
- 音樂：菊池俊輔
- 企畫協力：秋野紅葉
- 總監督：長濱忠夫
- 製作擔當：岩崎正美、中川欣徳
- 編劇：田口勝彦、辻真先、五武冬史、桜井正明、高浜千鶴
- 作畫（原畫）：山田政紀、清原則子、高田智子、塩山紀生、桜井芳久、外記康義、小倉貞雄、坂本三郎、西城明、青鉢芳信、山口賢裕、宮崎絹江、大原和男、大曽根真知子、村中博美、谷口守泰、清原則子、山崎和男、中井宏徳、林恵子、金海由美子、多賀一弘、富沢雄三、柏田智子、青山純子、高橋資祐、安部恵子、大野文子、池田正和、篠崎治子、中村清、見村由子、石垣真弓、塚本篤
- 特殊効果：土井通明、向井稔、山本公
- 色指定：若尾博司、長谷川洋
- 設定助手：加瀬充子
- 配音指導：長浜忠夫、河村常平
- 效果：佐藤一俊
- 調整：飯塚秀夜保
- 錄音：東北新社
- 剪輯：井上和夫、小長谷八郎
- 沖片：東京現像所
- 武術指導：高橋一俊
- 作畫製作：八幡正
- 製作進行：善名良行、青木健、楯上守、真野昇、吉井孝幸、菊池茂、内田健二、江田輝行、指田英司
- 製作擔當補：野崎欣宏、中川宏徳
- 製作事務：小林治
- 美術監督：宮野隆
- 作畫監督：佐々門信芳、金山明博、塩山紀生、林信夫、坂本三郎、高橋資祐
- 演出：横山裕一郎、菊池一仁、寺田和男、山崎和男、広川和之、高浪葉一
- 製作協力：東北新社
- 製作：朝日电视台、東映动画

## 音樂
片頭曲：

填詞：八手三郎，作．編曲：菊池俊輔，主唱：佐佐木功、哥倫比亞搖籠會
片尾曲：

填詞：長濱忠夫，作．編曲：菊池俊輔，主唱：小野木久美子，大倉正丈
香港無線電視版片頭曲：
「太空基地」（翻唱原版片頭曲）
填詞：鄭國江，作曲：菊池俊輔，主唱：蔣慶龍